# Livets Melodi
Livets Melodi (originaltitel Mighty Lak' a Rose) er en amerikansk stumfilm fra 1923 af Edwin Carewe.

## Medvirkende
- James Rennie som Jimmy Harrison
- Sam Hardy som Jerome Trevor
- Anders Randolf som Bull Morgan
- Harry Short som Foster
- Dorothy Mackaill som Rose Duncan
- Helene Montrose som Molly Malone
- Paul Panzer som Humpty Logan
- Dora Mills Adams som Mrs. Trevor